# Groeve het Paulusbergske
De Groeve het Paulusbergske is een Limburgse mergelgroeve in de Nederlandse gemeente Valkenburg aan de Geul in Zuid-Limburg. De ondergrondse groeve ligt ten zuidoosten van Valkenburg aan de Sibbergrubbe op de noordoostelijke rand van het Plateau van Margraten in de overgang naar het Geuldal. Ter plaatse duikt het plateau een aantal meter steil naar beneden.
Direct ten noordwesten van de groeve ligt de Groeve het Kornelsbergske, aan de overzijde van de Sibbergrubbe ligt de Groeve Lemmekenskoel, op ongeveer 200 meter naar het noordoosten liggen de Vallenberggroeve en de Groeve van de Verdwenen Honden en ongeveer 100 meter naar het zuiden ligt de Groeve het Nullelokske.

## Geschiedenis
De groeve werd door blokbrekers ontgonnen voor de winning van kalksteenblokken.
In 1946 stortte de groeve-ingang in.

## Groeve
Het groevecomplex van Groeve het Paulusbergske zou bestaan uit een viertal kleine groeves, waarvan er twee met grond gevuld zijn en een ander onbekend is. De vier groeves zouden respectievelijk een oppervlakte hebben van 78, 78, 548 en 78 vierkante meter hebben, waarbij de groeve met het grootste oppervlak een ganglengte heeft van ongeveer 113 meter.